# غوبلير (ميزوري)
غوبلير (بالإنجليزية: Gobler)‏ هي إحدى المجتمعات الفردية (غير مصنفة) في ولاية ميزوري في الولايات المتحدة الأمريكية.